# Maxmilián Karas
Maxmilián Karas (6. září 1894 Strážov – 29. června 1942 Luby u Klatov) byl český pedagog popravený nacisty.

## Život
Maxmilián Karas se narodil 6. září 1894 ve Strážově na Klatovsku. Po absolvování studií se stal ke dni 1. srpna 1920 definitivním učitelem měšťanské školy ve Kdyni, kde působil do roku 1942, kdy se na krátký čas stal i jejím ředitelem. Byl veřejně činným. Zastával post městského knihovníka, jednatele okresního osvětového odboru, sokolského vzdělavatele, místopředsedy Spolku přátel legionářů a jednatele hudebního sdružení. Dne 22. června 1942 byl zatčen klatovským gestapem, oficiálním důvodem byla jeho politická činnost a nepřátelský postoj k říši. Přesný důvod není znám, ale v době Heydrichiády jím mohla být právě jeho rozsáhlá společenská angažovanost. Dne 29. června 1942 byl popraven zastřelením společně s dalšími na vojenské střelnici Spálený les v Lubech u Klatov. Jeho ostatky byly po válce exhumovány a identifikovány. Dne 17. října 2017 byly uloženy na hřbitově ve Kdyni.